# Andrew Luck
Pour les articles homonymes, voir Luck.
College Football Hall of Fame 2022
(en) Statistiques sur pro-football-reference
Andrew Austen Luck, né le 12 septembre 1989 à Washington, est un joueur américain de football américain ayant évolué au poste de quarterback. Il a joué sept saisons dans la National Football League (NFL) pour les Colts d'Indianapolis.
Durant sa carrière universitaire, il a joué pour le Cardinal de Stanford de 2009 à 2011 et y gagne une réputation nationale. Il est sélectionné au premier rang par les Colts d'Indianapolis lors de la draft 2012 de la NFL pour être le successeur de Peyton Manning. 
Il connaît une première saison réussie dans la NFL en battant le record du nombre de yards à la passe pour un joueur débutant et aide les Colts à se qualifier en phase éliminatoire durant ses trois premières saisons. Néanmoins, les blessures s'accumulent pour Luck par la suite, manquant notamment l'entièreté de la saison 2017. Il retourne en force pour la saison 2018, mais annonce abruptement sa retraite avant le début de la saison 2019, citant les nombreuses blessures subies durant sa carrière.

## Biographie
Né dans la ville de Washington, il est le fils d'Oliver Luck (en), un quarterback des Mountaineers de la Virginie-Occidentale et des Oilers de Houston, et est l'aîné d'une fratrie de quatre autres frères et sœurs.

### Carrière universitaire
Recruté par Jim Harbaugh, alors entraîneur de l'équipe de cette université, il rejoint les Stanford Cardinal en 2008, bien qu'il ne joue pas cette saison-là du fait de son statut de Redshirt.
En 2009, pour sa saison de Freshman, il devient le quarterback titulaire de l'équipe. Pour sa première saison, il parvient à emmener son université jusqu'au Sun Bowl, leur premier Bowl depuis 2001. Néanmoins, il est victime d'une blessure au doigt l'empêchant d'y participer, et son équipe y est défaite 31-27 par les Sooners de l'Oklahoma. Malgré l'orientation tactique principalement tournée vers la course, Luck termine cette saison avec 2 575 yards lancés, plus de 350 courus, 13 touchdowns et possède le meilleur rating du PAC-10 avec 143.5.
En 2010, pour sa saison de Sophomore, il prend une envergure plus importante. Il mène en effet son équipe au bilan de 11-1 et leur permet de remporter l'Orange Bowl, par une victoire 40-12 contre les Hokies de Virginia Tech, où il est d'ailleurs nommé MVP de la rencontre après avoir complété 18 passes sur 23, pour 287 yards et 4 touchdowns. Il termine la saison avec, une nouvelle fois, le meilleur rating du PAC-10, avec 170.2, et est également premier en termes de yards gagnés à la passe (3 338), yards offensifs (3 791) et de touchdowns inscrits (32). Il dépasse à cette occasion le record de Stanford, de 27 touchdowns, jusque-là détenu par John Elway. Son pourcentage de passes complétées (70,7 %) constitue également un record pour son université. Au terme de cette saison, il est nommé Joueur Offensif de l'année du PAC-10.
Bien qu'il soit pressenti pour être le 1er choix de la draft NFL 2011, il annonce vouloir poursuivre son cursus universitaire, et rempile en 2011 à Stanford pour sa saison Junior. Il mène son équipe à un bilan de 11-2, et jusqu'au Fiesta Bowl, où ils sont défaits 41-38 en prolongations par les Cowboys d'Oklahoma State. Il termine la saison avec 3 517 yards à la passe, pour 37 touchdowns et un rating de 169.7. Il remporte du coup le Maxwell Award ainsi que le Walter Camp Award, et termine deuxième du Trophée Heisman, juste derrière Robert Griffin III.
Il termine sa carrière universitaire avec de nombreux records, à Stanford tout d'abord, où il est le meilleur marqueur de touchdowns de leur histoire (82, devant les 77 de John Elway) et où il détient le meilleur pourcentage de victoires (81,6 % de matchs gagnés). Il détient également plusieurs records du PAC-10, comme le meilleur rating en carrière (162.8) ou le meilleur pourcentage de passes complétées en une saison (71,3 %) ou en carrière (67 %).

### Carrière professionnelle

#### Draft 2012
Il est considéré très vite comme le top prospect de cette Draft, devant le vainqueur du Trophée Heisman, Robert Griffin III. Les recruteurs et les journalistes sportifs le considèrent en effet, de manière unanime, comme le meilleur quarterback à se présenter à la Draft depuis Peyton Manning en 1998 ou John Elway en 1983, au point que des fans n'hésitaient pas à demander à leur équipe de perdre durant la saison 2011 afin de pouvoir le sélectionner en premier.
Finalement, ce sont les Colts d'Indianapolis qui obtiennent le premier choix de la Draft, après un bilan de 2-14 du en grande partie à une blessure de Peyton Manning pour toute la saison. L'équipe est alors en pleine reconstruction, et décide de se préparer pour l'avenir en se séparant de leur quarterback vedette, Manning, et de parier sur Luck.
Comme prévu, il est donc drafté en 2012 à la 1re place par les Colts, et signe avec eux un contrat de 22 millions de dollars sur quatre ans.

#### Saison 2012

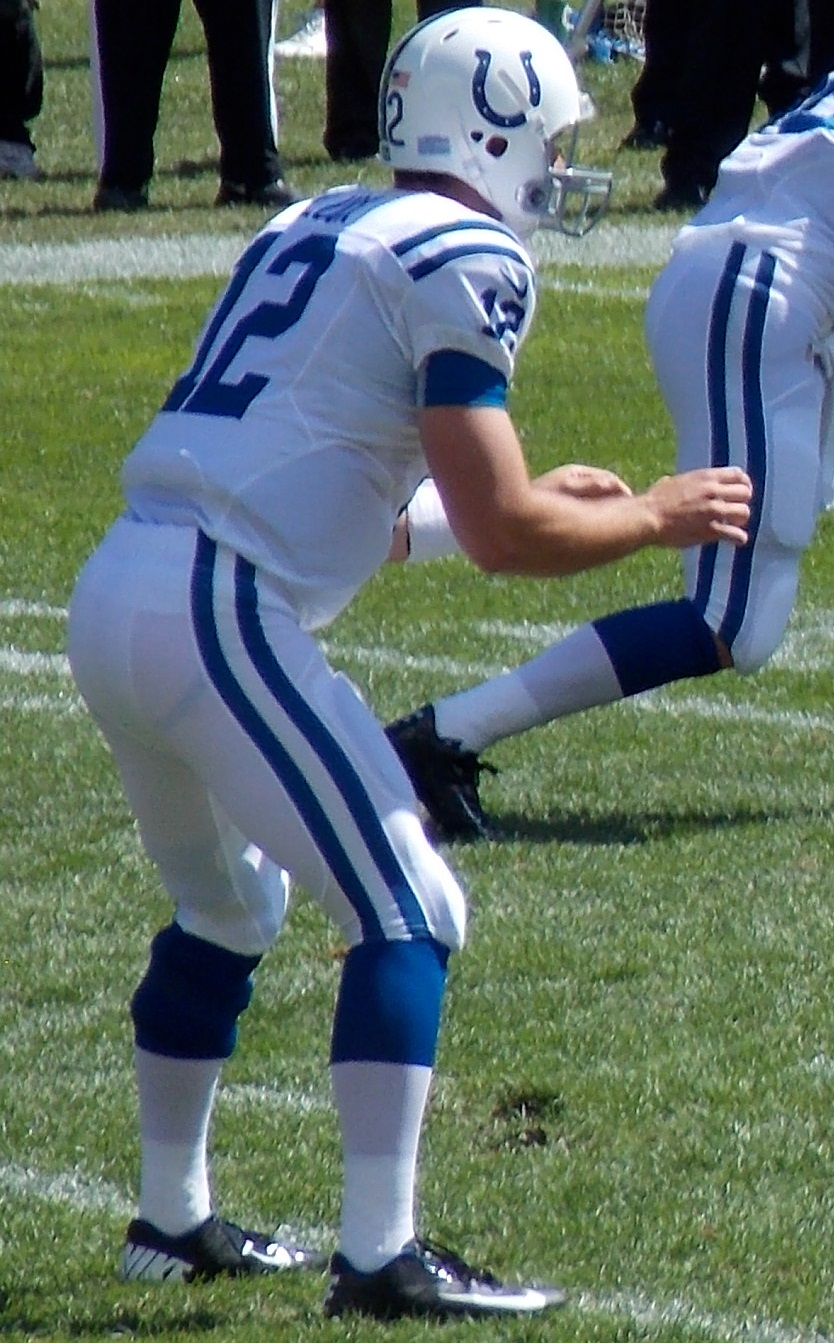
Andrew Luck lors de son premier match professionnel, contre les Bears, le 9 septembre 2012

Désigné comme titulaire dès le début de la saison, il débute pour son premier match par une défaite 41-21 contre les Bears de Chicago, où il complète 23 passes sur 45, pour 309 yards, un touchdown et trois interceptions. Il remporte sa première victoire la semaine suivante, au cours d'une rencontre contre les Vikings du Minnesota, où il passe pour 224 yards et deux touchdowns, sans subir d'interception. À la suite d'une victoire contre les Jaguars de Jacksonville, la semaine suivante, où il complète 22 passes sur 46 pour 2 touchdowns et un 1 interception, ainsi que 50 yards à la course, il est nommé Rookie de la semaine. Il reçoit une deuxième fois cet honneur lors de la 5e journée après une importante victoire contre les Packers de Green Bay, remportée sur le dernier drive du match après avoir remonté un déficit de 18 points, où il complète 31 passes sur 55 pour 362 yards et 2 touchdowns. Il est une troisième fois désigné Rookie de la semaine lors de la 8e journée, grâce à une victoire 19-13 sur les Titans du Tennessee, où il lance pour 297 yards et un touchdown.
Durant la 9e semaine, au cours d'une victoire contre les Dolphins de Miami, il lance pour 433 yards, dépassant d'un yard le record jusque-là détenu par Cam Newton du plus grand nombre de yards lancés en un match par un rookie. Durant la 13e journée, alors que son équipe est menée 33-28 à une minute de la fin d'une rencontre contre les Lions de Détroit, il remonte le terrain et remporte la victoire par un touchdown lancé à 4 secondes de la fin du match, réalisant sa cinquième victoire de la saison sur le dernier drive d'un match, égalant un record jusque-là codétenu par Ben Roethlisberger et Vince Young lors de leur saison rookie.
Au cours de la 16e journée, lors d'une victoire contre les Chiefs de Kansas City, il bat le record du plus grand nombre de yards lancés en une saison par un rookie (4 183), dépassant les 4 051 yards de Cam Newton en 2011. Cette victoire permet également à son équipe de décrocher une place en play-offs et un bilan de victoires positif, une année après avoir essuyé un total de 2-14.
Son premier match de play-offs est une Wild-Card contre les futurs vainqueurs du Super Bowl XLVII, les Ravens de Baltimore, chez ces derniers. Bien qu'il réalise, en termes de yards gagnés, le meilleur match d'un quarterback rookie en play-offs depuis Sammy Baugh en 1937 (avec 28 passes complétées sur 54, pour 288 yards et 1 interception, chiffres qui seront dépassés par Russell Wilson la semaine suivante), les Colts sont battus 24-9 et terminent ainsi leur étonnant parcours. À la suite d'une blessure de Tom Brady, il est ensuite sélectionné pour son premier Pro Bowl au sein de l'équipe AFC.

#### Retraite sportive
Andrew Luck annonce le 24 août 2019 à la surprise générale son intention de prendre sa retraite sportive avant le début de la nouvelle saison. Andrew explique que l'accumulation des blessures est raison qui le pousse à prendre cette décision.

## Statistiques professionnelles
| Année  | Équipe               | MJ     |                                    | Passes                             | Passes                             | Passes                             | Passes                             | Passes                             | Passes                             | Passes  |       | Courses | Courses | Courses | Courses |  | Fumbles | Fumbles |
| Année  | Équipe               | MJ     | Tentées                            | Réussies                           | Pct.                               | Yards                              | TD                                 | Int.                               | Éval.                              | Tentées | Yards | Moy.    | TD      | Nb.     | Perdus  |  |         |         |
| 2012   | Colts d'Indianapolis | 16     | 627                                | 339                                | 54,1                               | 4 374                              | 23                                 | 18                                 | 76,5                               | 62      | 255   | 4,1     | 5       | 10      | 5       |  |         |         |
| 2013   | Colts d'Indianapolis | 16     | 570                                | 343                                | 60,2                               | 3 822                              | 23                                 | 9                                  | 87,0                               | 63      | 377   | 6,0     | 4       | 6       | 2       |  |         |         |
| 2014   | Colts d'Indianapolis | 16     | 616                                | 380                                | 61,7                               | 4 761                              | 40                                 | 16                                 | 96,5                               | 64      | 273   | 4,3     | 3       | 13      | 6       |  |         |         |
| 2015   | Colts d'Indianapolis | 7      | 293                                | 162                                | 55,3                               | 1 881                              | 15                                 | 12                                 | 74,9                               | 33      | 196   | 5,9     | 0       | 3       | 1       |  |         |         |
| 2016   | Colts d'Indianapolis | 15     | 545                                | 346                                | 63,5                               | 4 240                              | 31                                 | 13                                 | 96,4                               | 64      | 341   | 5,3     | 2       | 6       | 5       |  |         |         |
| 2017   | Colts d'Indianapolis |        | Ne joue pas à cause d'une blessure | Ne joue pas à cause d'une blessure | Ne joue pas à cause d'une blessure | Ne joue pas à cause d'une blessure | Ne joue pas à cause d'une blessure | Ne joue pas à cause d'une blessure | Ne joue pas à cause d'une blessure |         |       |         |         |         |         |  |         |         |
| 2018   | Colts d'Indianapolis | 16     | 639                                | 430                                | 67,3                               | 4 593                              | 39                                 | 15                                 | 98,7                               | 46      | 148   | 3,2     | 0       | 6       | 1       |  |         |         |
| Totaux | Totaux               | Totaux | 3 290                              | 2 000                              | 60,8                               | 23 671                             | 171                                | 83                                 | 89,5                               | 332     | 1 590 | 4,8     | 14      | 44      | 20      |  |         |         |

## Records professionnels
- Plus grand nombre de yards lancés en une saison par un rookie : 4 374
- Plus grand nombre de yards lancés par un rookie en un seul match : 433
- Plus grand nombre de victoires pour la saison rookie du premier choix de Draft : 11
- Plus grand nombre de victoires arrachées au dernier drive d'un match pour un rookie : 7
- Plus grand nombre de victoires après un come-back au dernier quart-temps pour un rookie : 6